# Åkarp (naturreservat)
Åkarp är ett naturreservat i Åkarps by, Simrishamns kommun i Skåne län.
Området är naturskyddat sedan 2018 och är 56 hektar stort. Reservatet omfattar östsluttningar omkring gården Baråkra och består av ädellövskog, hagmark och odlad mark. 